# Ulica Łąkowa w Poznaniu
Ulica Łąkowa w Poznaniu – łukowata w swoim przebiegu ulica w centrum Poznania na Rybakach, w obrębie osiedla samorządowego Stare Miasto, pomiędzy ul. Królowej Jadwigi na południu, a ul. Strzelecką na północnym wschodzie. Na odcinku między ulicą Krakowską a ulicą Strzelecką wyznaczono ruch jednokierunkowy, w stronę ul. Strzeleckiej.

## Historia
Nazwa ulicy pochodzi od jej pierwotnego przebiegu – pośród łąk karmelitańskich, które w południowej części traktu rozpościerały się wzdłuż zasypanej podczas procesu regulacji miasta w końcu XIX w. (1888-1896) Strugi Karmelickiej zwanej również Kamionką. Łąki te należały do karmelitów trzewiczkowych związanych z pobliskim kościołem Bożego Ciała, stojącym przy ul. Strzeleckiej/Krakowskiej. Z czasem w rejon łąk został zabudowany, a jego część zajęły budynki pierwszej fabryki Hipolita Cegielskiego przy ul. Strzeleckiej. Przy ulicy wzniesiono też Sanatorium Marii Elizabeth, późniejszy szpital Przemienienia Pańskiego.  

## Architektura
Znacząca zabudowa ulicy nastąpiła na przełomie XIX i XX w. Do rejestru zabytków wpisane są następujące obiekty:
- neogotycki[7] budynek nr 2/4 (1896) z figurą Matki Bożej[7], Dom Prowincjalny Zgromadzenia Sióstr św. Elżbiety i dawny Szpital Przemienienia Pańskiego[8],
- kamienica nr 7 (około 1910-1915),
- kamienica nr 9 (około 1913),
- kamienica nr 10/11 (około 1900),
- kamienica nr 12 (około 1900),
- kamienica nr 13 (czwarta ćwierć XIX wieku),
- kamienica nr 14 (czwarta ćwierć XIX wieku),
- secesyjna[9] kamienica nr 15 (około 1906, proj. Oskar Hoffmann dla kupca Jana Murkowskiego), o bogato zdobionej elewacji, z loggią, szczytem, wicią roślinną i kobiecą maską[9],
- kamienica nr 16 (około 1905),
- kamienica nr 17 (lata 70./80. XIX wieku),
- kamienica nr 18/18a (lata 90. XIX wieku),
- kamienica nr 19 (lata 90. XIX wieku),
- kamienica nr 20 (1897-1898, proj. Hugo Kindler),
- kamienica nr 21 (lata 70. XIX wieku),
- kamienica nr 25 (około 1910)[10].

Przy ulicy znajduje się tylna elewacja Zespołu Szkół Budownictwa nr 1. Placówka ta powstała w 1891 jako Szkoła Budownictwa i początkowo funkcjonowała przy ulicy Wrocławskiej. Ceglany, nieotynkowany gmach został nadbudowany po II wojnie światowej, co naruszyło harmonię bryły.